# 잡는꼬리

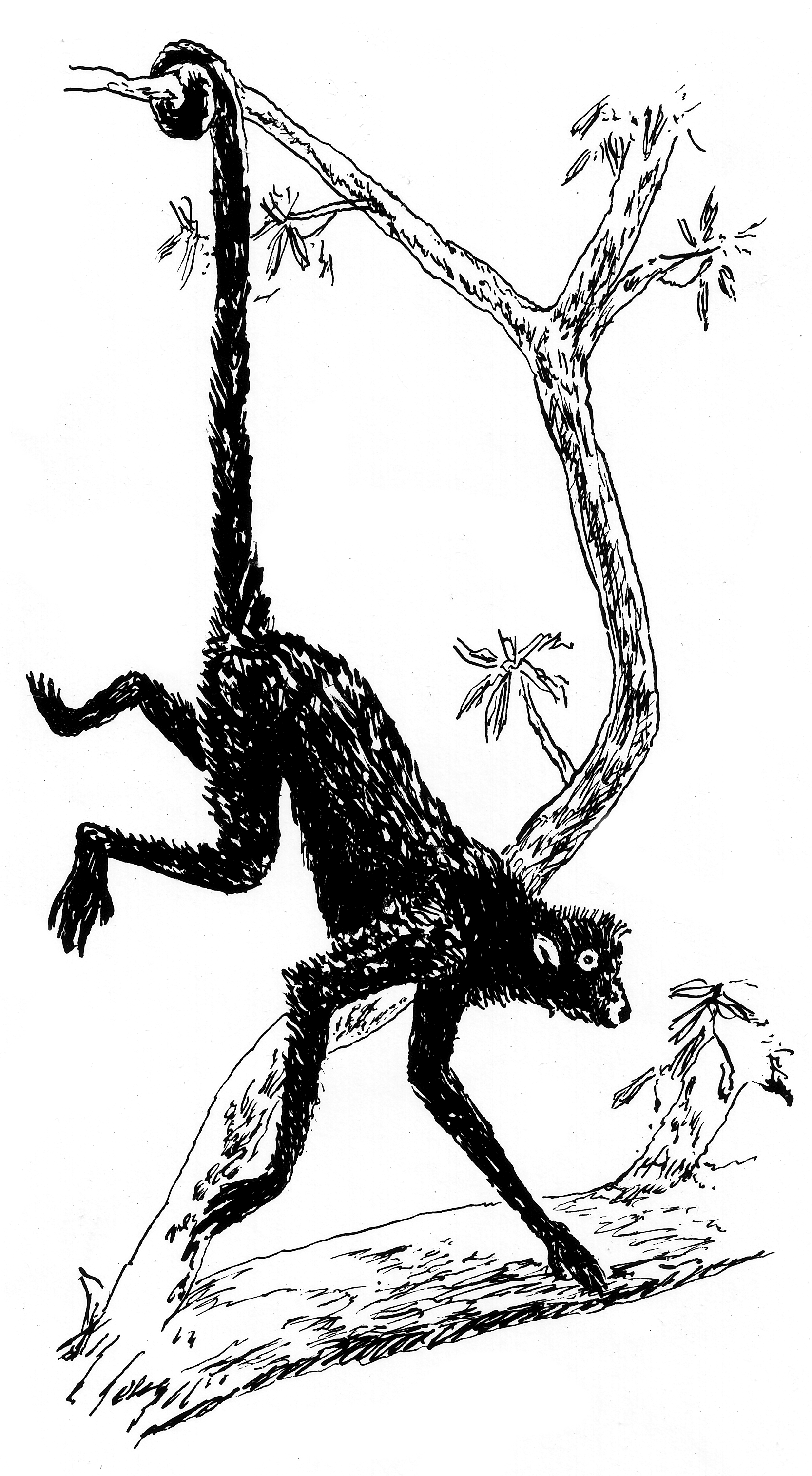
잡는꼬리가 달린 거미원숭이류

잡는꼬리(prehensile tail, grasping tail)는 어떤 물건을 움켜쥐거나 붙잡기 위해 적응한 꼬리다. 완전한 잡는꼬리는 대상을 붙잡고 조작하고, 특히 수목성 생물이 나무 위에서 먹이를 찾아먹는 데 사용할 수 있다. 꼬리가 이걸 할 수 없다면 불완전한 잡는꼬리라고 부른다 - 이런꼬리는 보통 가지에 매달리거나 기어오르는 용도로 사용한다. 영어 단어 prehensile 은 "잡을 수 있는"이라는 의미이며, "잡는"이라는 뜻의 라틴어 단어 prehendere에서 유래하였다.

## 진화
잡는꼬리가 달린 동물의 분포는 흥미를 끌만한 요소다. 잡는꼬리는 대개 신세계, 그 중에서도 포유류가 가지고 있다. 아프리카와 동남아시아보다 남아메리카에 잡는꼬리를 지닌 동물이 훨씬 많다. 학자들은 잡는꼬리를 가진 동물이 남아메리카에 더 많은 이유는 삼림이 아프리카나 동남아시아보다 더 많기 때문이라고 논쟁해왔다. 이와 대조적으로 동남아시아와 같이 듬성듬성한 삼림에서는 박쥐원숭이(en:colugos), 날뱀(en:flying snakes)같은 활강동물(en:Flying and gliding animals)이 더 흔하다; 남아메리카에서도 몇몇 활강하는 척추동물이 발견되기는 한다. 남아메리카의 우림은 덩굴나무가 더 많기도 한데, 아프리카와 아시아보다 덩굴나무를 먹어치울 큰 동물이 적기 때문이다; 덩굴이 무성하기 때문에 활강능력보다는 잡는꼬리가 더 실용적일 것이다. 신기하게도 오스트레일리아 대륙에는 잡는꼬리가 달린 포유류도, 활강할 수 있는 포유류도 많다; 사실 호주에 서식하는 모든 활강할 수 있는 포유류는 잡는꼬리가 나있다.

## 해부학과 생리학적 측면
꼬리는 주로 척추동물의 특징이다; 하지만 전갈같은 몇몇 무척추동물도 꼬리와 비슷한 부속지(en:appendage)를 가지고 있다. 하지만 척추동물만이 잡는꼬리를 가지고 있다고 알려져있다. 대부분의 잡는꼬리가 달린 포유류는 잡기 위한 맨살 부위가 있는데, 이를 '마찰판(friction pad)'이라고 부른다.

## 완전한 잡는꼬리를 가진 동물

### 포유류
- 광비원류. 고함원숭이, 거미원숭이, 양털원숭이 등 거미원숭이과의 대부분의 신세계원숭이류가 털없는 촉각판(en:tactile pad)이 있는 잡는꼬리를 가지고 있다. 이는 잡는꼬리가 없는 긴꼬리원숭이의 먼 친척들과는 대조적이다.[1]
- 주머니쥐. 아메리카대륙의 유대류 분류군. 주머니쥐가 잡는꼬리를 둥지 재료를 운반하기 위해 사용하는 영상이 존재한다.
- 개미핥기. 개미핡기는 라틴아메리카에 서식한다. 애기개미핥기와 작은개미핥기가 잡는꼬리를 가지고 있다.
- 빈투롱. 완전한 잡는꼬리를 가진 몇 안 되는 구세계 동물 중 하나이긴 하지만, 이 녀석들은 꼬리의 끝부분만을 사용한다.
- 킨카주. 라틴아메리카에 서식하며, 식육목에서 빈투롱과 함께 단 둘 뿐인 잡는꼬리를 지닌 동물이다.[3]
- 멧밭쥐. 또다른 구세계 포유류 멧밭쥐도 완전한 잡는꼬리를 지닌다. 곡물 작물(특히 밀과 오트), 길가 풀밭, 생울타리, 제방, 염습지 따위의 키큰 풀밭에서 흔히 발견된다.
- 아메리카호저류의 잡는꼬리호저속, 가는꼬리호저속은 기어오르거나 나무에서 떨어지지 않도록 하는 데 도움을 주는 완전한 잡는꼬리를 지닌다.[2]
- 나무천산갑. 완전한 잡는꼬리를 가진 몇 안 되는 구세계 포유류 중 하나.
- 작은긴꼬리땃쥐텐렉. 수목성 텐렉 종.

### 어류
- 해마. 해마는 완전한 잡는꼬리가 나있으며, 해초, 조류, 해면, 산호, 인공물 등의 대상을 잡는 데 사용한다.

## 불완전한 잡는꼬리를 가진 동물

### 포유류

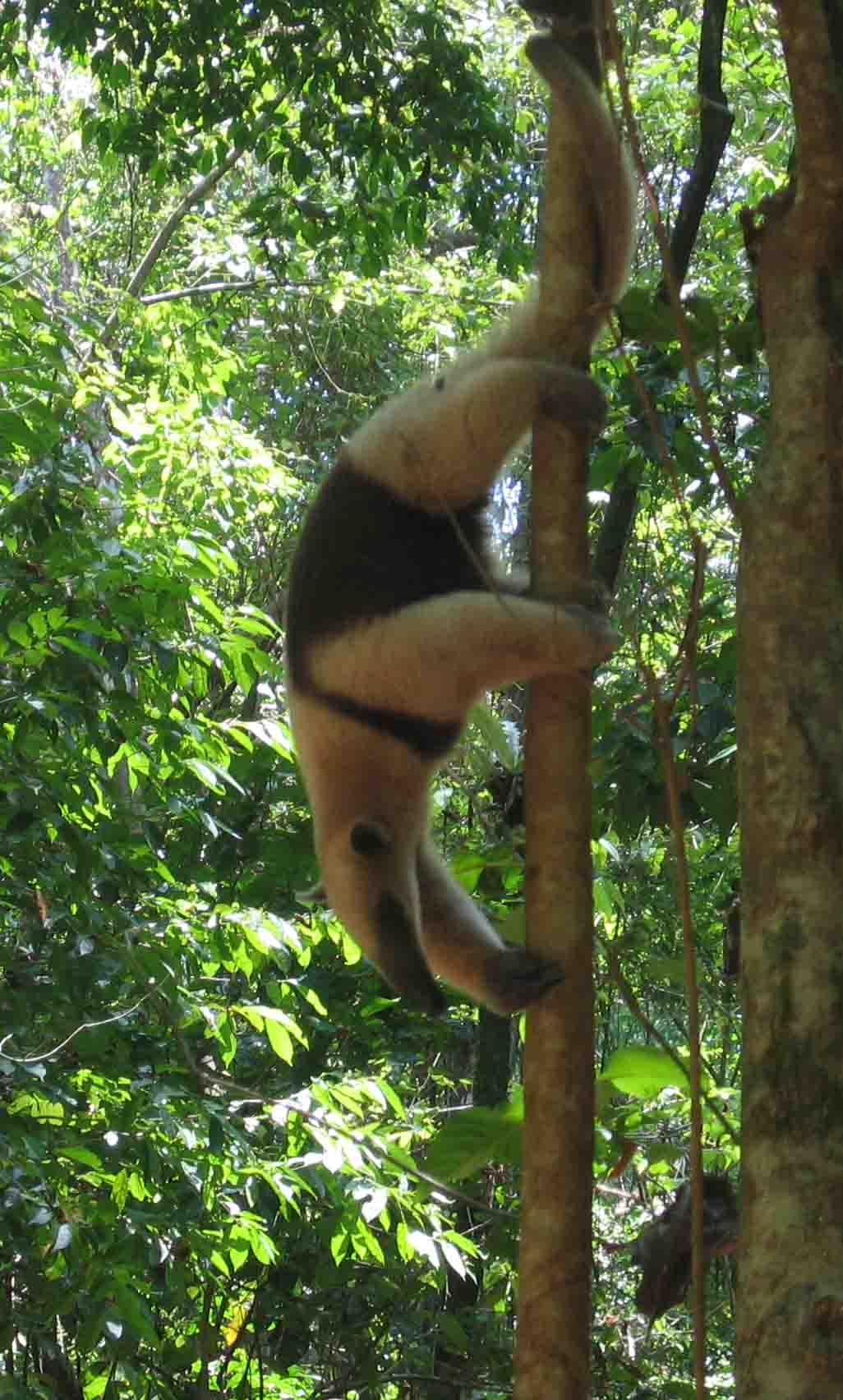
잡는꼬리를 사용하는 북부작은개미핥기

- 광비원류. 꼬리감는원숭이. 꼬리감는원숭이는 잡는꼬리를 충분히 활용하고도 남을 지능을 가지고 있지만, 꼬리는 맨살이 드러난 부분 없이 온통 털에만 뒤덮여있어 마찰력이 낮기 때문에 그저 매달리는 데에만 쓰인다. 불완전한 잡기능력을 가진 이유는 이외에도 아마도 꼬리의 근력이나 유연성이 모자라거나 단지 대상을 조작할 필요성이 없기 때문일지 모른다.
- 아메리카호저류. 잡는꼬리호저속의 15종. 남아메리카에 서식하며 한 종은 멕시코에까지 서식한다. 모든 종이 잡는꼬리를 가지고 있다.
- 설치류. 어떤 대상의 주변을 달려서 감쌀 수 있어서 균형을 유지하는 데 약간의 도움이 된다. 잠깐동안이라면 대상에 매달릴 수 있다고도 알려져있다.
- 포섬. 이 63종으로 이루어진 크고 다양한 분류군은 유대류의 아목 쿠스쿠스아목을 이루며, 오스트레일리아, 뉴기니와 근방의 몇몇 섬들에서 발견된다. 이 아목의 모든 종들은 잡는꼬리가 있다; 하지만 깃털꼬리주머니쥐과와 같은 몇몇 구성원들은 제한된 잡는꼬리를 가지고 있다. 특히 유대류에서 단 셋 밖에 없는 활강하는 분류군이 이 아목에 속해있다.
- 쥐캥거루. 베통기아속, 쥐캥거루속을 포함하는, 호주에 서식하는 유대류 분류군. 불완전한 잡는꼬리를 가지고 있다.
- 모니또 델 몬토. 남아메리카에 서식하는 잡는꼬리가 달린 작은 유대류.

### 파충류

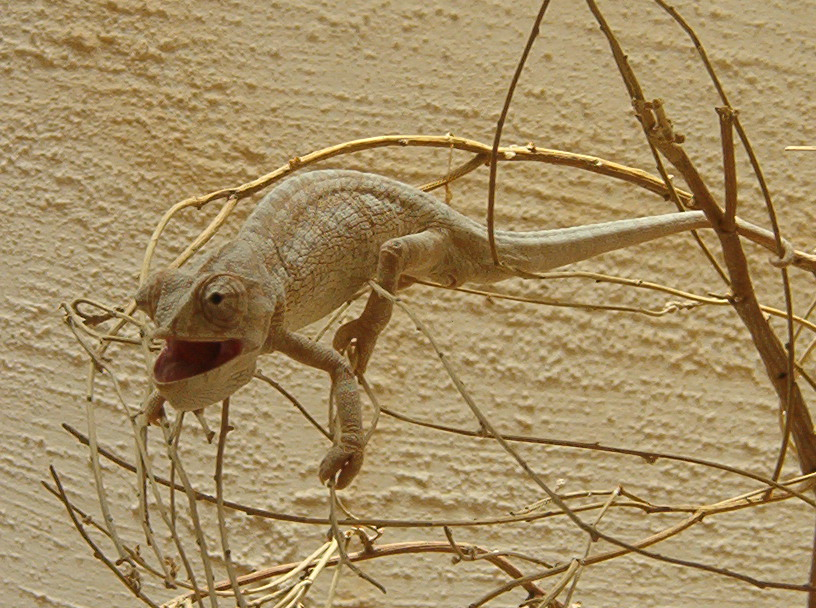
잡는꼬리를 사용하는 지중해카멜레온(:en:Chamaeleo chamaeleon)

- 스킨크. 솔로몬섬도마뱀 따위의 몇몇 종류의 스킨크가 불완전한 잡는꼬리를 가지고 있다.[5]
- 카멜레온.
- 뱀. 대부분의 뱀은 잡는꼬리(혹은 잡는몸통)를 가지고 있다.
- 볏도마뱀붙이와 관련종은 잡는꼬리를 가지고 있다.
- 라스무센도마뱀붙이(en:Urocoyledon rasmusseni). 우드중와(en:Udzungwa)산맥에서 발견된 도마뱀붙이류이다.[6]
- 앨리게이터 도마뱀(en:Alligator lizard). 남부앨리게이터도마뱀(en:southern alligator lizard), 텍사스앨리게이터도마뱀(en:southern alligator lizard), 나무앨리게이터도마뱀(en:Abronia (animal)) 등의 몇몇 앨리게이터도마뱀이 잡는꼬리를 가지고 있다.

### 양서류
- 도롱뇽. 북아메리카의 삼림에서 살아가는 수많은 기는도롱뇽(en:climbing salamander)류가 기어오르는 데 요긴한 꼬리를 가지고 있다. 몇몇은 기는도롱뇽속에 속한 안개도롱뇽(en:Aneides ferreus), 거늘도롱뇽(en:wandering salamander), 나무도롱뇽(en:Aneides lugubris), 물갈퀴도롱뇽속의 중앙아메리카에 서식하는 검은물갈퀴도롱뇽(en:Bolitoglossa sombra), 멕시코와 중앙아메리카의 멕시코기는도롱뇽(en:Bolitoglossa mexicana), 덩치 큰 붉은언덕도롱뇽(en:Phaeognathus hubrichti), 동굴도롱뇽(en:Eurycea lucifuga)이 있다.

### 어류
- 실고기과. 여기에 속한 해마[7], 파이프피쉬 등의 대부분의 종이 잡는꼬리를 가지고 있다.